# Journal extime
Journal extime est une œuvre publiée par Michel Tournier en 2002. En opposition au journal intime, un journal extime sonde l'intimité non pas de l'auteur, mais du territoire qui lui est extérieur. Cette écriture a une double portée : littéraire et sociologique.

## Concept

### Définition
Dans la courte préface à son Journal extime publié en 2002, Michel Tournier établit une nette distinction entre l'intimité et l'extimité du genre diaristique. 
Selon lui, si le journal intime représente « un repliement pleurnichard sur ″nos petits tas de misérables secrets″ », rejoignant ainsi un espace centré sur l'aveu et la confession, le journal extime est un « mouvement centrifuge de découverte et de conquêtes » qui donnerait naissance à une « écriture du dehors » poussant l'auteur à se laisser saisir par le monde alentour, puis à la retranscrire.
De fait, dans son Journal extime, Michel Tournier propose au lecteur une suite de courts paragraphes rédigés de manière journalière mais principalement composés d'événements extérieurs à sa personne : évolution de son jardin et du climat, personnalités croisées, entretien de sa maison, voyages effectués... L'écriture diaristique y est vécue comme une ouverture vers l'extérieur.

### L'aspect sociologique
On retrouve cette « écriture du dehors » chez Annie Ernaux, pour qui « on se découvre soi-même davantage en se projetant dans le monde extérieur que dans l'introspection du journal intime ». 
Ses deux journaux extimes, Journal du dehors publié en 1993 et La Vie extérieure publié en 2000, s'inscrivent tous deux dans une démarche qui tend à « atteindre la réalité d'une époque au travers d'une collection d'instantanés de la vie collective ».
L'extimité du journal s'exprime ici par un « va-et-vient entre le dedans et le dehors » qui permet à Ernaux de saisir un passage du temps « qui n'est pas en nous » et qui vient « du dehors, des enfants qui grandissent, des voisins qui partent (...) des boulangeries qui ferment et qui sont remplacées par des auto-écoles ou des réparateurs de télés ». La saisie du contexte extérieur à l'auteur permet d'assimiler ce dernier à une sorte de « prisme sociologique », retranscrivant le monde et la population qui l'entoure :

« Aujourd'hui, pendant quelques minutes, j'ai essayé de voir tous les gens que je croisais, tous inconnus. Il me semblait que leur existence, par l'observation détaillée de leur personne, me devenait subitement très proche, comme si je les touchais. »

Dès lors, à travers ses récits du quotidien, l'auteur mesure à quel point le monde le pénètre.

### Journaux extimes
- Marguerite Duras, Outside, Albin Michel, 1981.
  - rééd. P.O.L, 1984.
- Marguerite Duras, Le Monde extérieur. Outside 2, P.O.L, 1993.
- Annie Ernaux, Journal du dehors, Gallimard, 1993.
- Annie Ernaux, La Vie extérieure, Gallimard, 2000.
- Michel Tournier, Journal extime, La Musardine, 2002[7].

### Textes critiques
- Pierre Bourdieu, Esquisse pour une auto-analyse, éd. Raisons d'agir, coll. « Cours et travaux », 2004.
- Brahim Labari (dir.), Ce que le sociologie fait de la littérature et vice-versa, Publibook, coll. « Universitaire », 2014.
- Christine Dupuit, « L'écriture biographique en sociologie », Enquête. Cahiers du CERCOM, n°5, 1989, https://journals-openedition-org.uaccess.univie.ac.at/enquete/112.
- Annie Ernaux, « Avant propos », Journal du dehors, Gallimard, 1993.
- Annie Ernaux, « Vers un je transpersonnel », RITM, Université Paris X, n°6, 1994.
- Romain Giordan, « S'arracher au piège de l'individuel » : une étude du concept de transpersonnalité autobiographique chez Marguerite Duras, Annie Ernaux et Hervé Guibert, Mémoire de Master Littérature française, sous la direction de Jean-Louis Jeannelle, Université Paris IV-Sorbonne, 2009-2010.
- Élise Hugueny-Léger, « Journaux intimes et extimes : pour un va-et-vient entre le dedans et le dehors », Annie Ernaux, une poétique de la transgression, Peter Lang, 2009.
- Nouhad Mansouri, « L'intimité est le début de la trahison, l'intime trompe ou détrompe », Quid.ma, consulté le 20 août 2014.
- Fabrice Thumerel (dir.), Annie Ernaux, une œuvre de l'entre-deux, Artois Presse Université, 2004.